# Église Saint-François-d'Assise de Port Grimaud
L'église Saint-François-d'Assise est une église simultanée située à Port Grimaud, sur la commune de Grimaud, dans le Var. Elle est à vocation œcuménique pour les cultes catholique et protestant.

## Historique
La première pierre de l'église est posée le 2 novembre 1969 par Mgr Gilles Barthe, évêque de Toulon, assisté du président du Conseil régional de l'Église réformée. Elle est, en effet, une église œcuménique puisque les cultes catholique et protestant y sont célébrés.
Elle est inaugurée en juillet 1973.
Elle est la propriété des résidents de la cité lacustre. En effet, sa garde est confiée à un conseil œcuménique formé d'un nombre égal de catholiques et de protestants, complété par un représentant de l'association syndicale des copropriétaires. Côté protestant, elle est animée par l'Église protestante unie Var-Est, qui gère également le temple protestant de Saint-Raphaël et les temples de Saint-Tropez et de Draguignan.
Mort le 11 janvier 1999, François Spoerry — architecte et fondateur de Port Grimaud — repose dans un caveau au sein de l'église.

## Architecture
L'architecture d'ensemble de l'église s'inspire des églises fortifiées de Camargue, et plus particulièrement de l'église de Notre-Dame-de-la-Mer. Les gargouilles sont, elles, inspirées par celles de l'église Saint-Geniès de Martigues.
Au sommet de la tour — qui mesure 16 mètres —, une cloche de bronze est supportée par un campanile en fer forgé créé par le ferronnier d'art M. Bernard. Un escalier en colimaçon de 96 marches mène également sur la terrasse.
L'intérieur est constitué d'une nef de 29 mètres de long sur 13 mètres de haut ainsi que d'un transept de 11 mètres de large. Un vitrail unique, œuvre d'Yvaral, est situé sur la façade, face à la mer, et se divise en 25 petits vitraux représentant une phase du soleil. L'autel et l'ambon sont en pierre d'Estaillades.